# 沃森一家
《沃森一家》（The Watsons）是由简·奥斯丁创作的一个未完成的小说，她大约在1804年开始写这部作品，并可能于1805年1月她的父亲去世后放弃了这部作品，这部作品共有5章，略小于18,000个词。